# Notropis ozarcanus
Notropis ozarcanus är en fiskart som beskrevs av Meek, 1891. Notropis ozarcanus ingår i släktet Notropis och familjen karpfiskar. Inga underarter finns listade i Catalogue of Life.